# Flugunfall der Aviogenex bei Libreville
Der Flugunfall der Aviogenex bei Libreville ereignete sich am 2. April 1977. An diesem Tag verunglückte eine mit 8 Insassen besetzte Tupolew Tu-134A-1, mit der ein interkontinentaler Charterfrachtflug der jugoslawischen Fluggesellschaft Aviogenex vom Flughafen Frankfurt Main zum Flughafen Libreville in Gabun durchgeführt wurde. Kurz vor der Landung stürzte die Maschine nach einem ungeplanten Bodenkontakt ab, wobei alle acht Personen an Bord der Maschine ums Leben kamen.

## Maschine
Bei der betroffenen Maschine handelte es sich um eine 1976 gebaute Tupolew Tu-134A-1, welche die Werksnummer 6348370 und die Modellseriennummer 35-01 trug. Die Maschine wurde 1976 neu an die Aviogenex ausgeliefert und von dieser mit dem Luftfahrzeugkennzeichen YU-AJS zugelassen. Das zweistrahlige Kurzstrecken-Schmalrumpfflugzeug war mit zwei Turbojettriebwerken des Typs Solowjow D-30 II ausgestattet.

## Insassen und Fracht
Es befanden sich acht Insassen an Bord der Maschine, von denen sechs als Besatzungsmitglieder und zwei mitfliegende Ersatzpiloten als Passagiere galten. Obwohl es keine Tupolew Tu-134 in einer Konfiguration als Frachtflugzeug gab, wurde mit der Maschine an diesem Tag ein Behelfsfrachtflug geflogen. Die Tupolew hatte Fleischprodukte geladen, die aus Frankfurt am Main in die gabunische Hauptstadt Libreville geflogen werden sollten.

## Unfallhergang

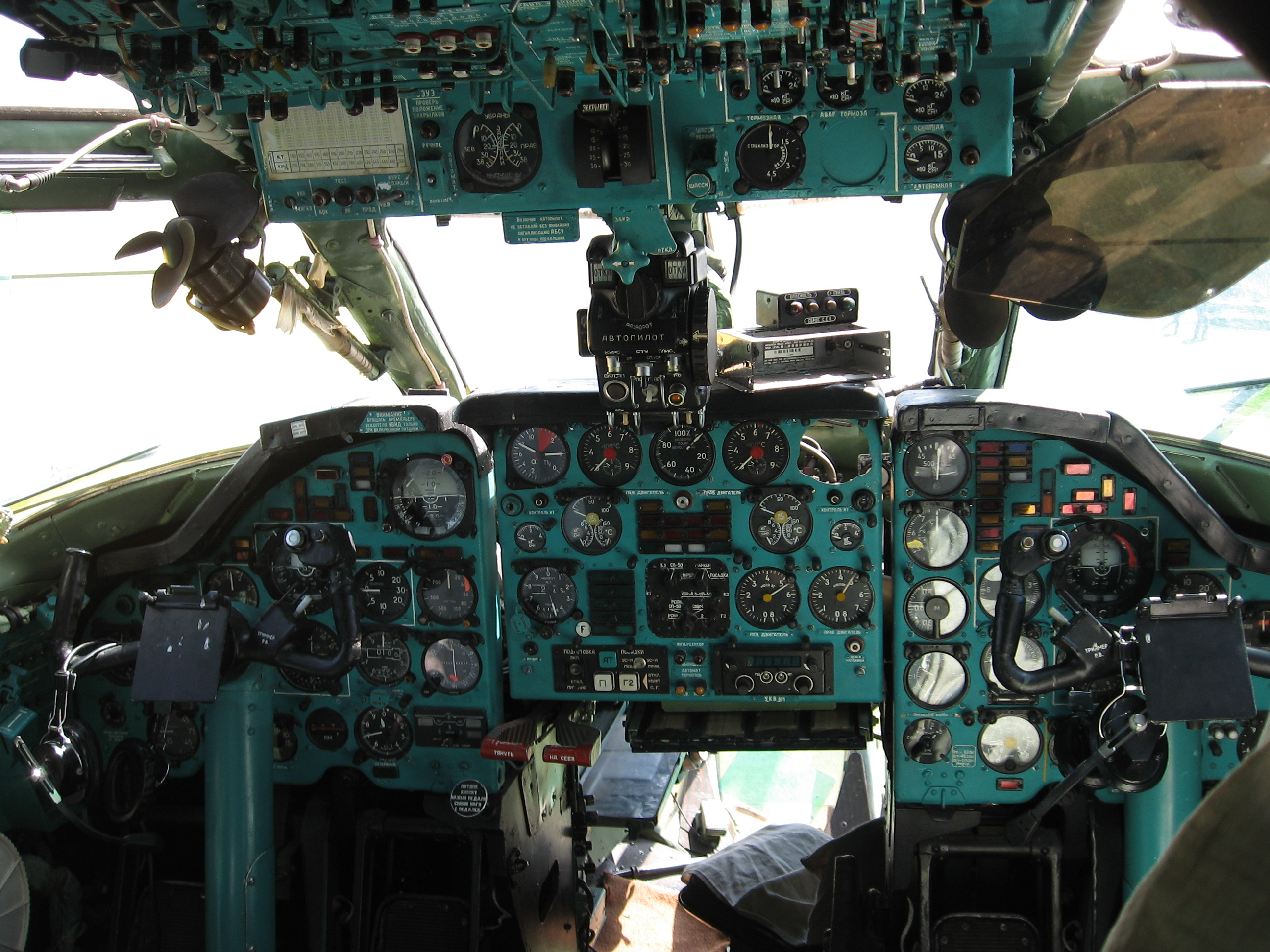
Cockpit einer Tupolew Tu-134A

Nach einem Flug ohne besondere Zwischenfälle flog die Besatzung der Tu-134 bei guter Sicht den Flughafen Libreville an. Kurz vor der geplanten Landung bemerkten die Piloten, dass die Landebahn, auf der sie landen wollten, besetzt war. Eine Boeing 707 einer anderen Fluggesellschaft setzte auf der Landebahn zurück. Wie sich später herausstellte, hatte die Besatzung der Boeing zunächst eine Rollbahn befahren. Da es keine Möglichkeit gab, mit der Maschine zu drehen, wurde beschlossen, die Fahrspur zu wechseln. Der Fluglotse warnte die Besatzung der Tu-134 nicht davor, dass die Landebahn besetzt war. Der Kapitän der Tu-134 leitete ein Durchstarten ein. Unter den erschwerten Bedingungen aufgrund des kontinuierlich auf die Windschutzscheibe prasselnden Regens, der Angespanntheit und Müdigkeit der Besatzung nach dem langen Flug aus Europa und aufgrund des unerwarteterweise notwendig gewordenen zweiten Anfluges unterlief dem Kapitän beim Durchstarten ein Fehler: Durch eine hastige Handbewegung verriss er die Steuersäule, wodurch die Maschine im nächsten Augenblick einen Schlenker flog. Dabei touchierte sie einen 60 Meter hohen Affenbrotbaum, der entlang der Anfluggrundlinie gewachsen und aufgrund seiner enormen Wuchshöhe sogar auf den Anflugkarten von Libreville verzeichnet war. Die Maschine stürzte daraufhin ab, wobei alle acht Insassen ums Leben kamen.